# Svetlana Kusnetsova
Svetlana Aleksandrovna Kusnetsova (russisk: Светлана Александровна Кузнецова, født 27. juni 1985 i Sankt Petersborg) er en russisk professionel kvindelig tennisspiller.
Kusnetsova blev professionel i 2000 og har (pr. juni 2009) vundet to Grand Slam-titler (US Open 2004 og French Open 2009) og 11 WTA-turneringer i damesingle. Herudover er det i damedouble med forskellige makkere blevet til en Grand Slam-titel (Australian Open 2005) og 14 WTA-titler i alt.

## Grand Slam-resultater
Titler
- US Open
  - Damesingle – 2004 (sejr over Jelena Dementjeva med 6-3, 7-5 i finalen)
- Australian Open
  - Damedouble – 2005 (sammen med Alicia Molik)
- French Open
  - Damesingle – 2009 (sejr over Dinara Safina med 6-4, 6-2 i finalen)

### Grand Slam-resultater i damesingle
| Turnering       | 2002 | 2003 | 2004 | 2005 | 2006 | 2007 | 2008 | 2009 |
| Australian Open | 2    | 1    | 3    | KF   | 4    | 4    | 3    | KF   |
| French Open     | Q    | 1    | 4    | 4    | TF   | KF   | SF   | V    |
| Wimbledon       | Q    | KF   | 1    | KF   | 3    | KF   | 4    |      |
| US Open         | 3    | 3    | V    | 1    | 4    | TF   | 3    |      |

Tegnforklaring:
- – = Ikke deltaget
- Q = Slået ud i kvalifikationsturneringen
- 1 = Slået ud i 1. runde
- 2 = Slået ud i 2. runde
- 3 = Slået ud i 3. runde
- 4 = Slået ud i 4. runde
- KF = Slået ud i kvartfinalen
- SF = Slået ud i semifinalen
- TF = Tabende finalist
- V = Vinder

## WTA Tour
| WTA-rangering i single ved årets udgang | WTA-rangering i single ved årets udgang | WTA-rangering i single ved årets udgang | WTA-rangering i single ved årets udgang | WTA-rangering i single ved årets udgang | WTA-rangering i single ved årets udgang | WTA-rangering i single ved årets udgang | WTA-rangering i single ved årets udgang | WTA-rangering i single ved årets udgang |
| År                                      | 2000                                    | 2001                                    | 2002                                    | 2003                                    | 2004                                    | 2005                                    | 2006                                    | 2007                                    |
| --------------------------------------- | --------------------------------------- | --------------------------------------- | --------------------------------------- | --------------------------------------- | --------------------------------------- | --------------------------------------- | --------------------------------------- | --------------------------------------- |
| Rangering                               | 889                                     | 259                                     | 43                                      | 36                                      | 5                                       | 18                                      | 4                                       | 2                                       |

### Damesingle-titler
- 2007: New Haven.
- 2006: Miami, Bali, Beijing.
- 2004: Eastbourne, Bali.
- 2002: Helsinki, Bali.

### Damedouble-titler
- 2006: Eastbourne (med Amelie Mauresmo).
- 2005: Miami (med Alicia Molik).
- 2004: Gold Coast, Doha (begge med Elena Likhovtseva).
- 2003: Gold Coast, Dubai, Rom, Toronto, Leipzig (alle med Martina Navratilova).
- 2002: Sopot, Helsinki, Tokyo [Princess Cup] (alle med Arantxa Sánchez Vicario)